# 14627 Emilkowalski
14627 Emilkowalski este un asteroid din centura principală de asteroizi.

## Descriere
14627 Emilkowalski este un asteroid din centura principală de asteroizi. A fost descoperit pe 7 noiembrie 1998 la Zephyrhills de R. A. Kowalski. Asteroidul prezintă o orbită caracterizată de o semiaxă mare de 2,60 ua, o excentricitate de 0,15 și o înclinație de 17,7° în raport cu ecliptica.